# Uileacu Șimleului, Sălaj
Uileacu Șimleului (în maghiară Somlyóújlak) este un sat în comuna Măeriște din județul Sălaj, Transilvania, România. Se află în partea de vest a județului, în Dealurile Crasnei. La recensământul din 2002 localitatea avea 488 locuitori.
(paul c. giurtelec)

## Istorie
La 1908 in Uileacu Șimleului erau 42 greco-catolici, care apartineau de parohia Criștelec.
La 1920 erau 698 locuitori.
Conform bazei de date a cimitirelor evreiești din Europa, Lo Tishkach Arhivat în 29 noiembrie 2014, la Arhiva Web Portugheză, în Uileacu Șimleului există un cimitir care aparține cultului iudaic. Potrivit recensămintelor, la Uileacu Șimleului erau 5 evrei în 1850 și 25 evrei în 1910.

## Demografie
Potrivit Recensământul populației din 2002 (România), cei 488 locuitorii erau:
|          | Populatie | %     |
| -------- | --------- | ----- |
| Maghiari | 378       | 77,5% |
| Români   | 110       | 22,5% |

După limbă:
| Limbă    | Populatie | %     |
| -------- | --------- | ----- |
| Maghiari | 378       | 77,5% |
| Română   | 110       | 22,5% |

## Lăcașuri de cult
Biserica de piatră de aici, singura biserică fortificată din zonă, a fost construită între anii 1260-1300, în stil romanic. Biserica (actulamente reformată-calvină) a aparținut inițial unei mănăstiri romano-catolice benedictine. Navă dreptunghiulară, flancată în interior de pilaștri masivi, deasupra cărora sunt ridicate pseudo-tribune laterale, practicate în grosimea zidurilor și prevăzute cu nișe în capătul estic. Fațada vestică este prevazută cu turn-clopotniță de plan patrat (la bază) si octogonal (la partea superioară). Absida poligonală nedecroșată 
datează din anul 1800.

## Personalități
- Ferenc Szilágyi (n. 4 octombrie 1762, Uileacu Șimleului - d. 4 decembrie 1828, Cluj) a fost profesor de teologie, scriitor bisericesc, autor de manuale; studiile liceale și superioare le-a urmat la Colegiul Reformat din Cluj; în 1788 a plecat în străinatate, studiind 4 ani la Universitatea din Leiden și Göttingen; in 1794 a fost ales preot la Cluj; din 1797 a fost numit profesor de istorie și literatură clasică, fiind primul profesor la școala respectivă; a fost orator de excepție și om de știință; din 1821 a fost profesor de teologie; dintre lucrari se evidențiază: Chrestomathia Latina (Cluj, 1805); Livius enucleatus (Cluj, 1807); Centum quator historice sacrae (Cluj, 1814-1818).

## Imagini

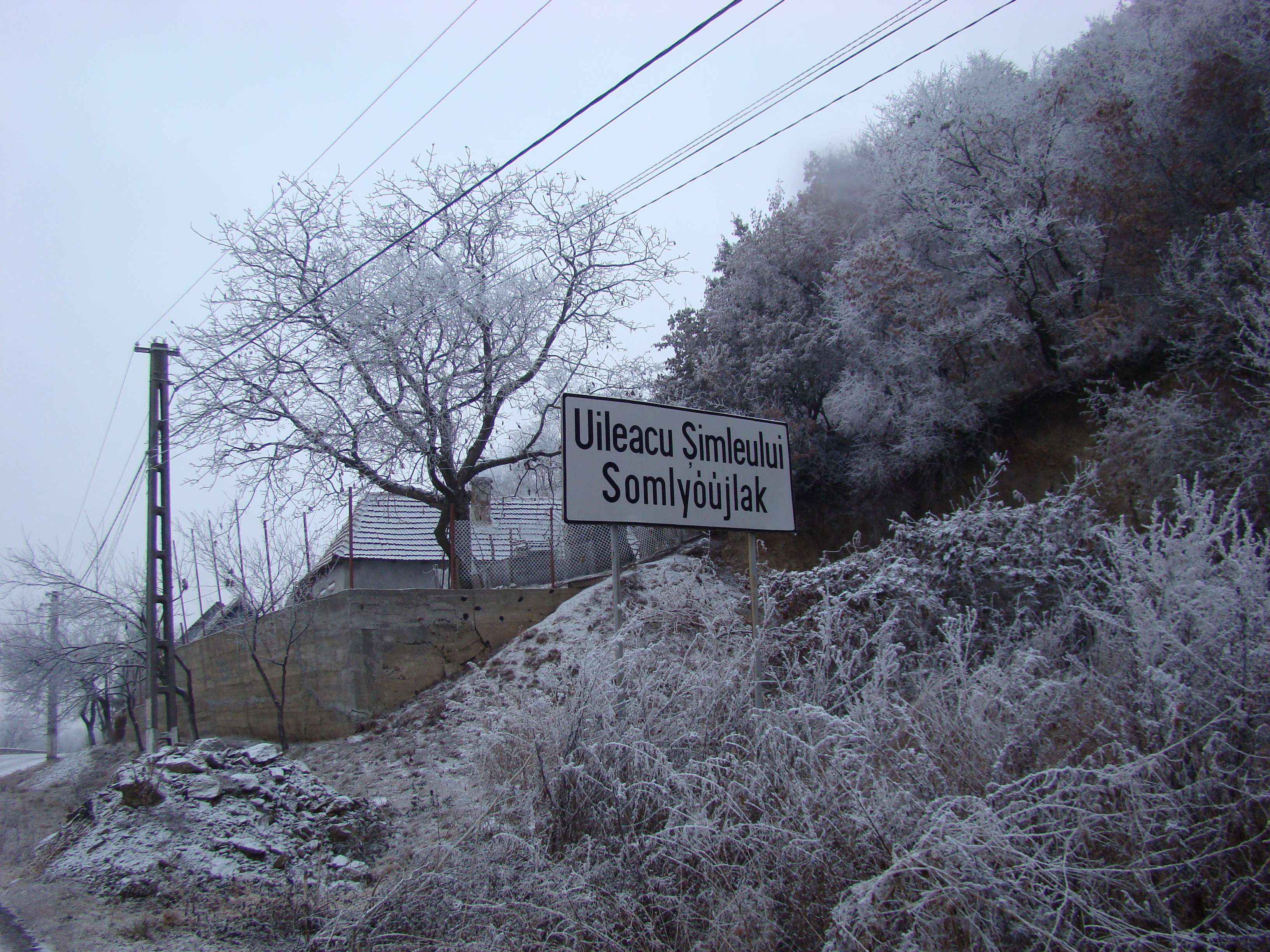
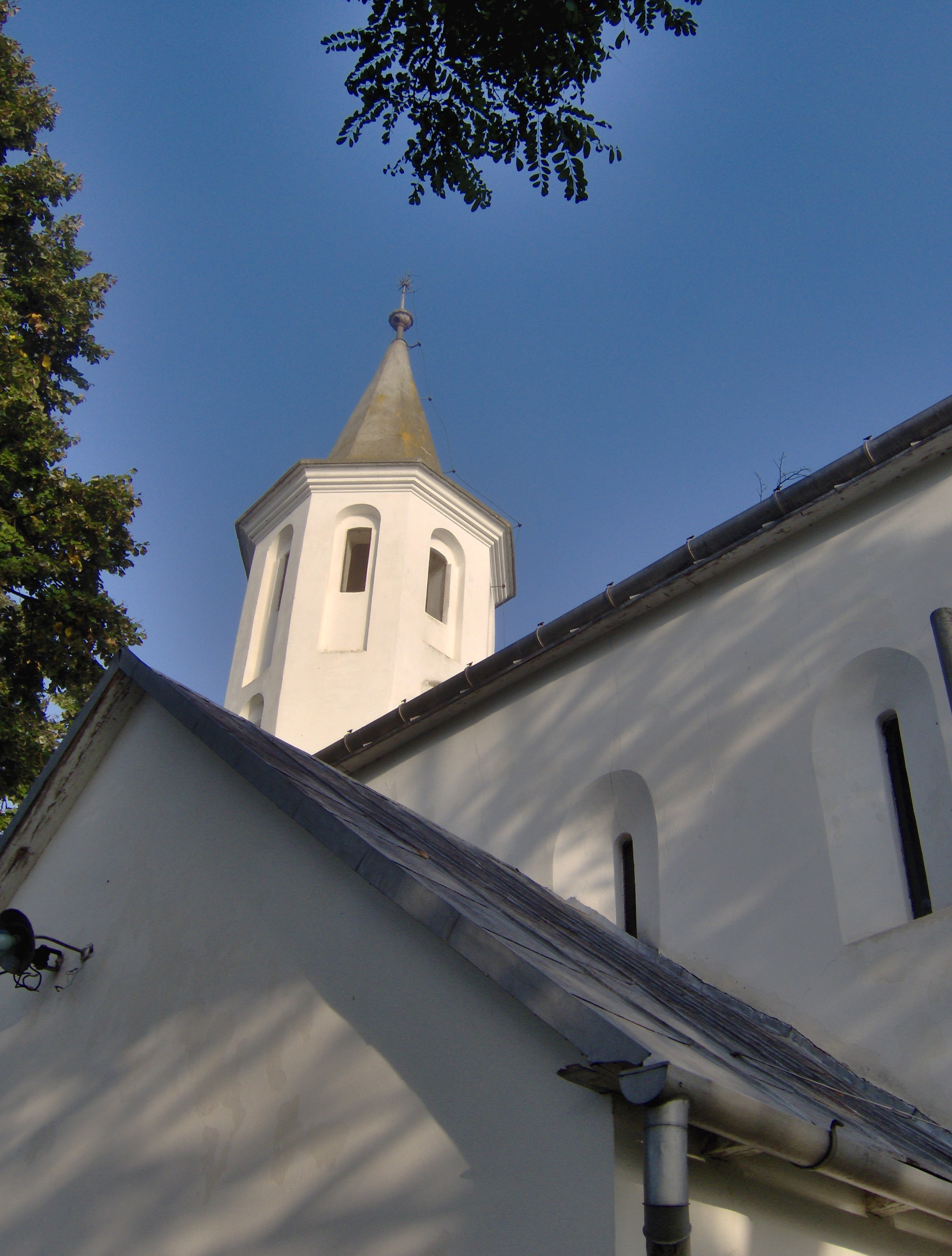
Biserica fostei mănăstiri benedictine, azi biserică reformată, Cod LMI: SJ-II-m-B-05137
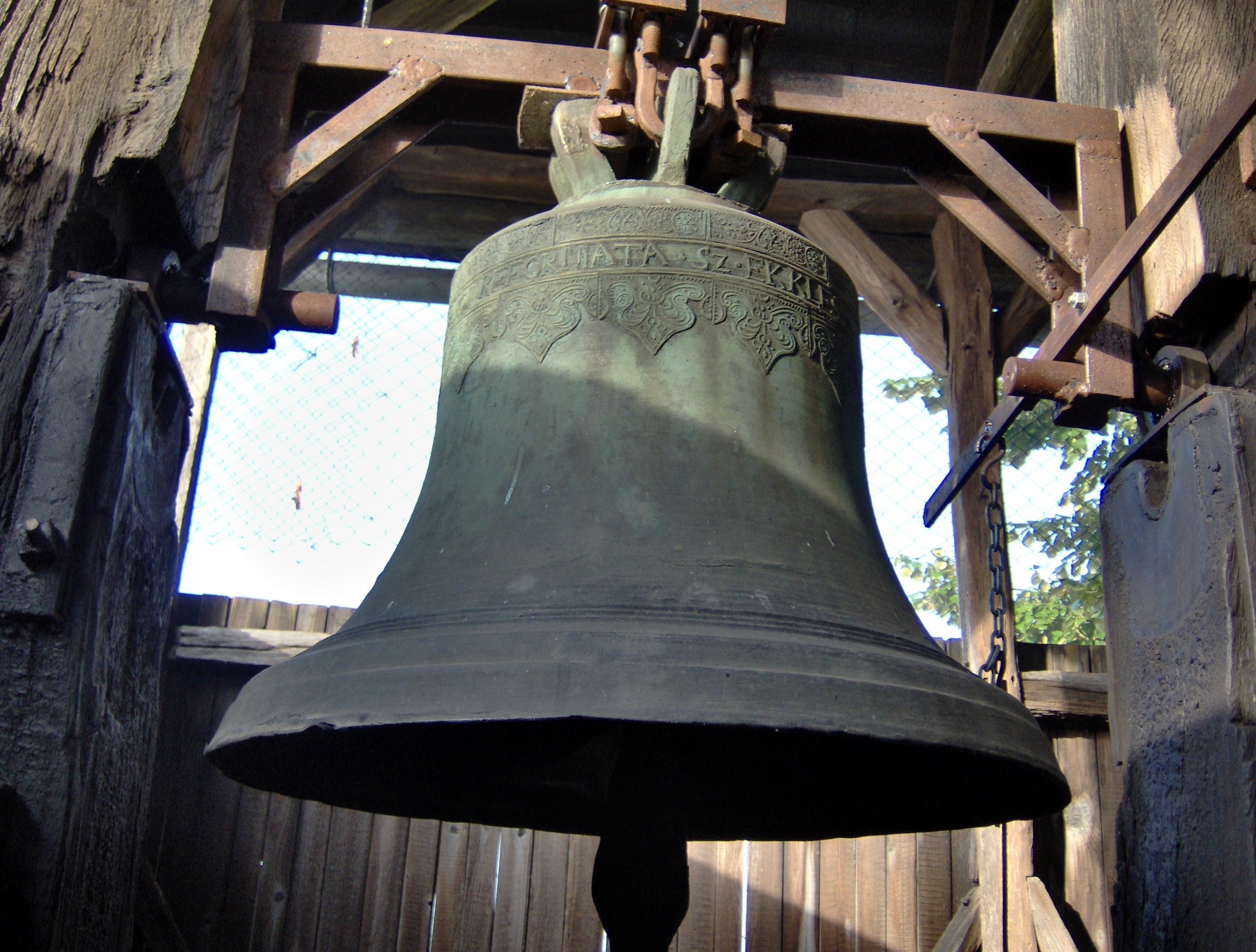
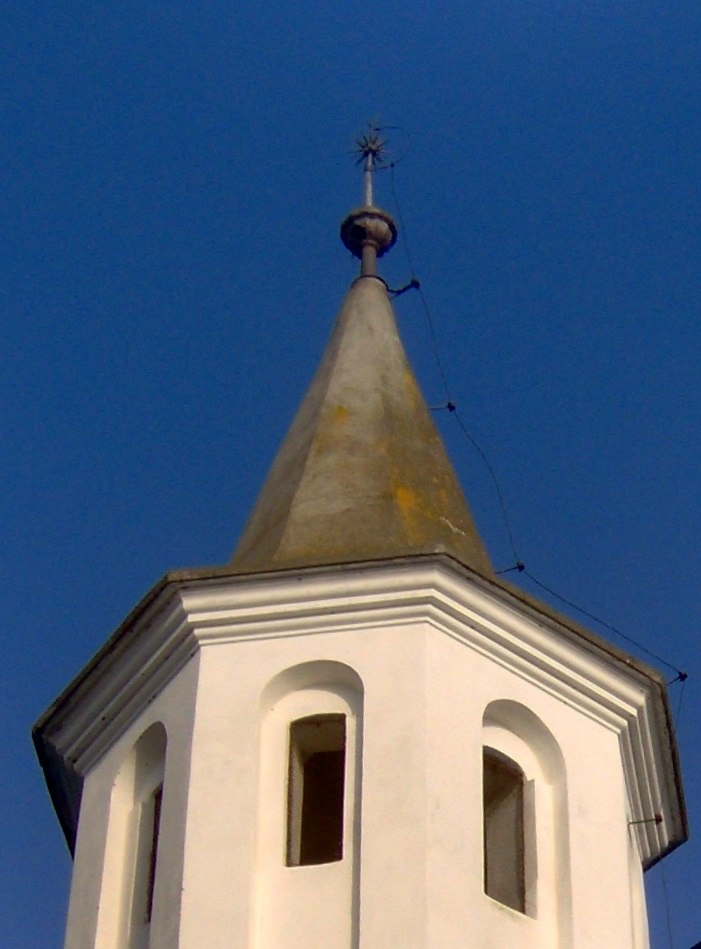
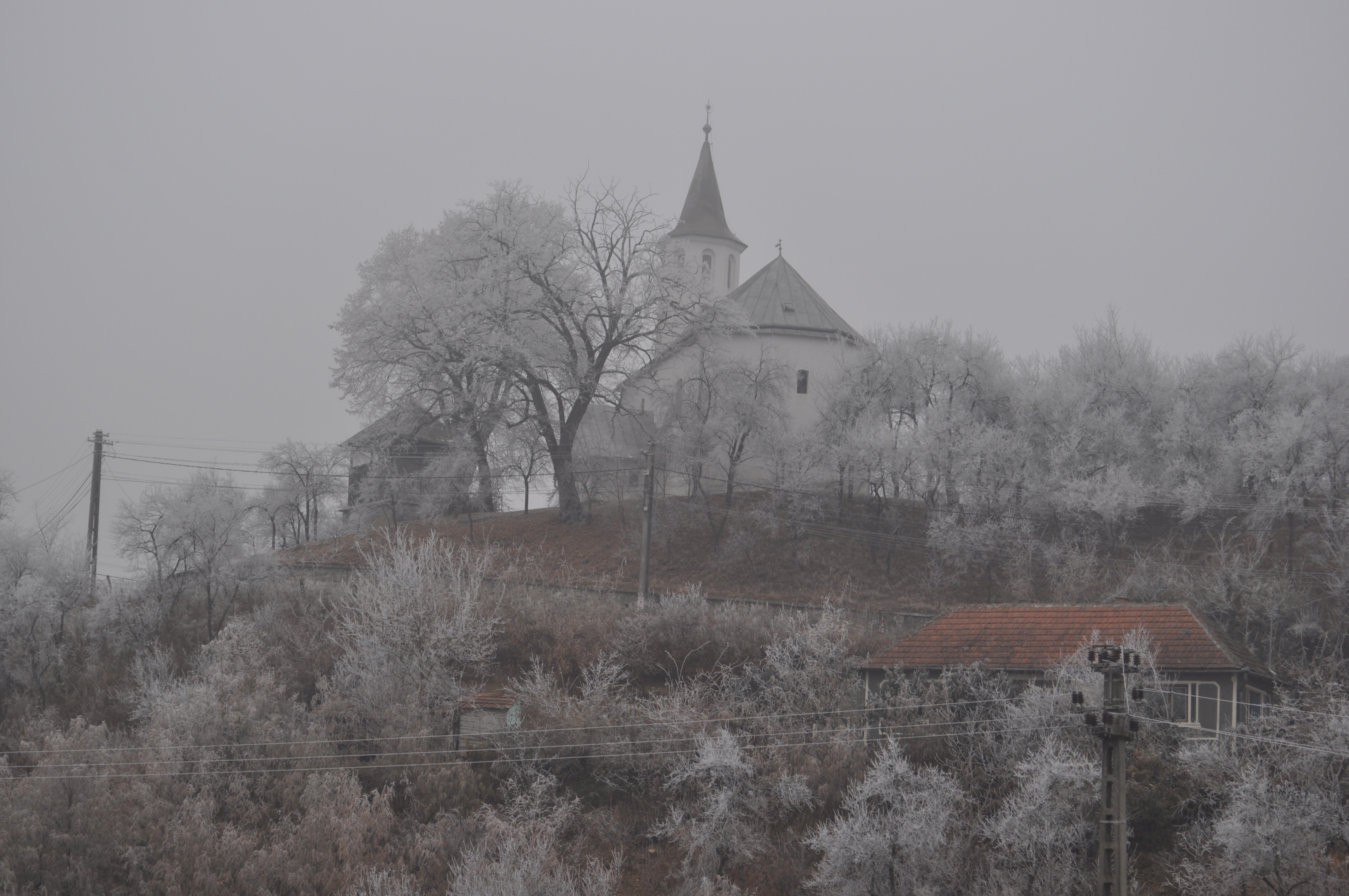
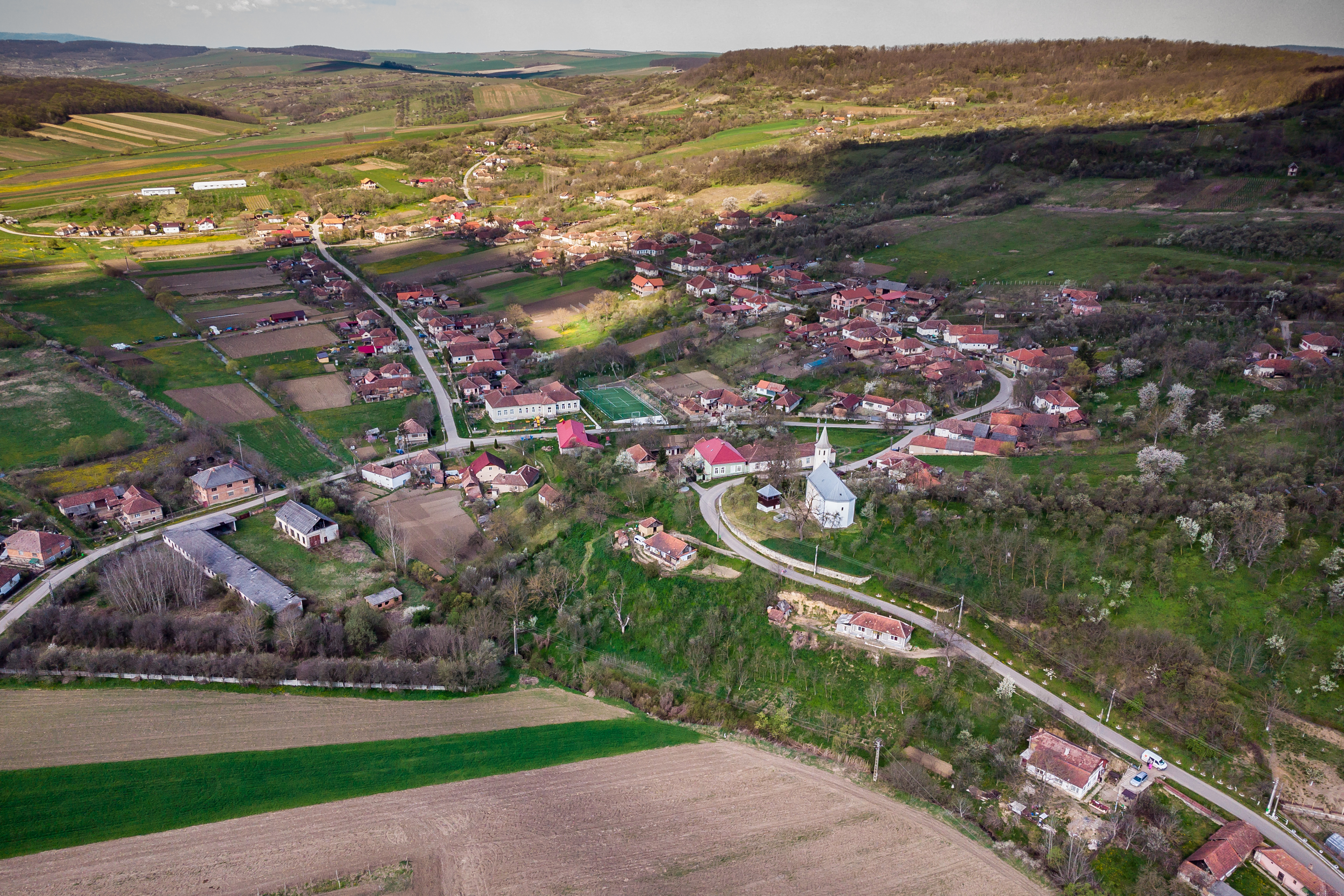
Aerial view
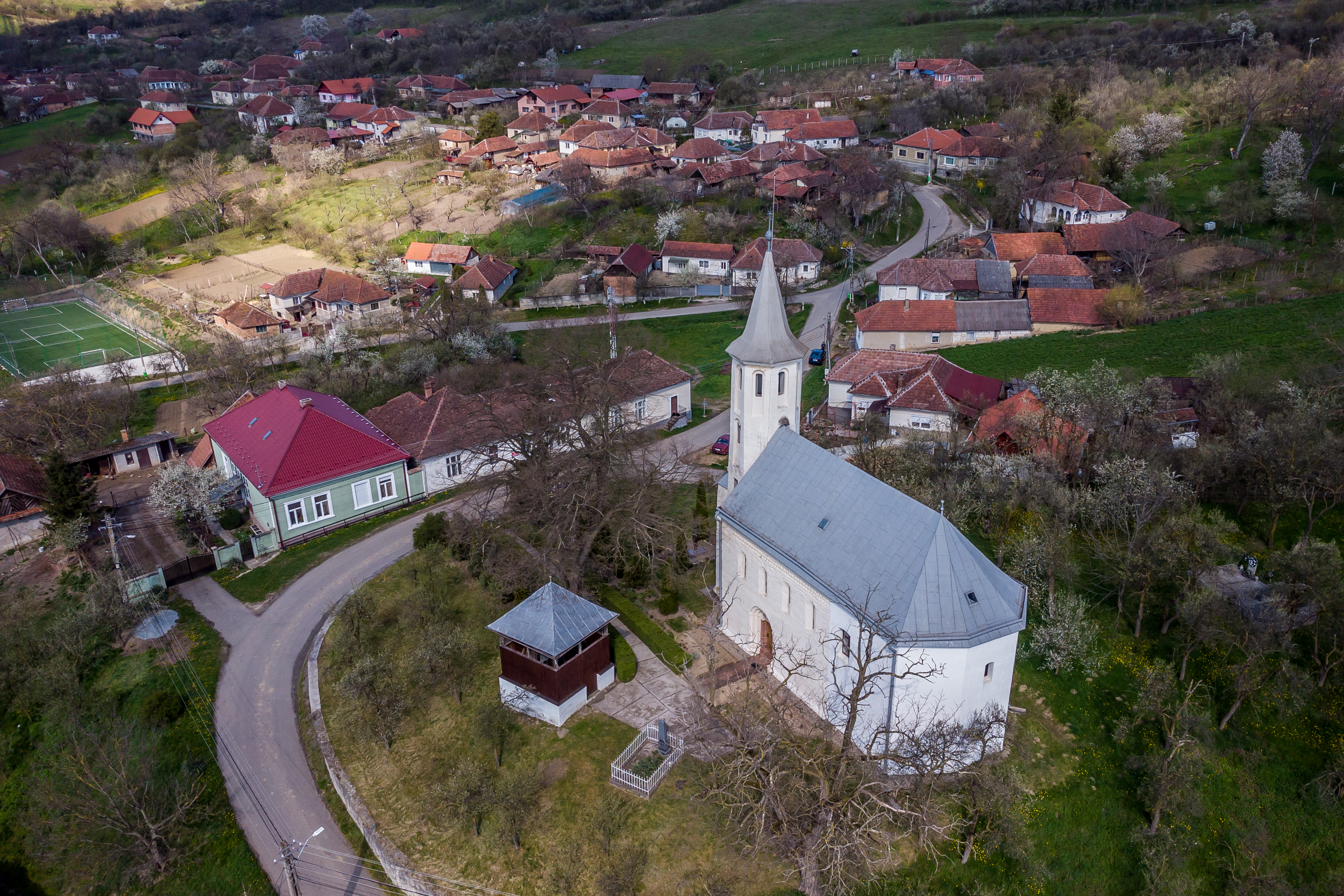
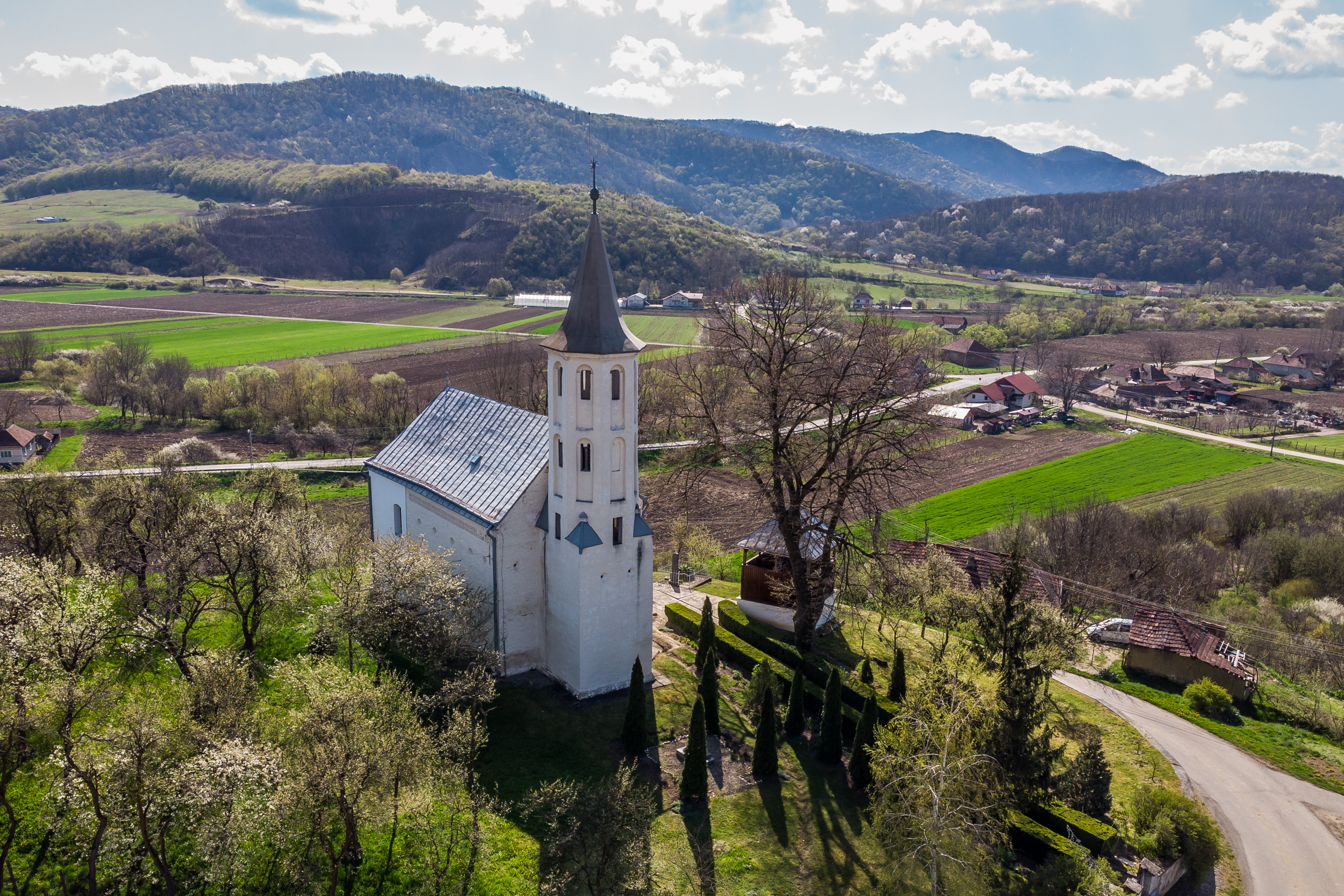
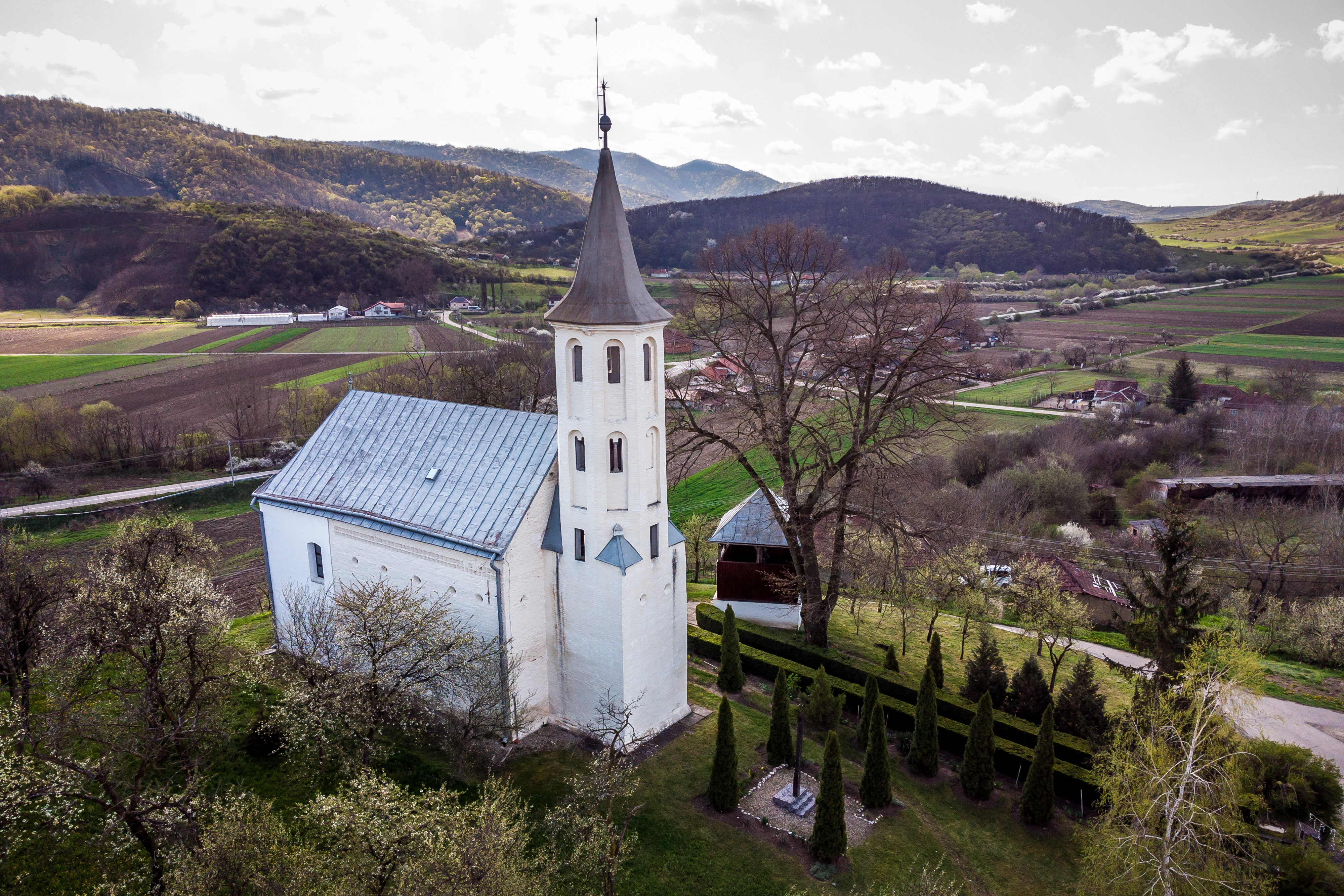
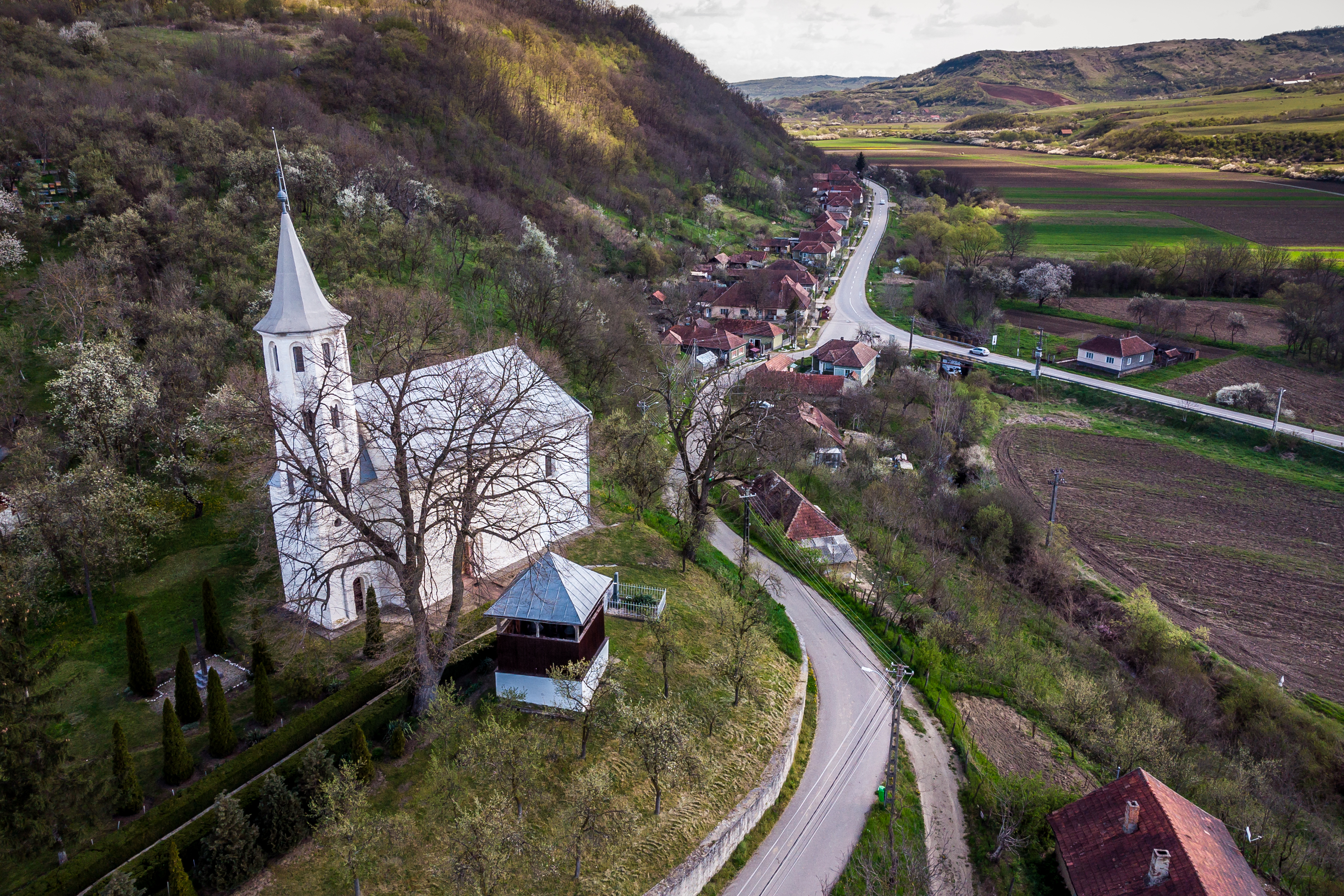
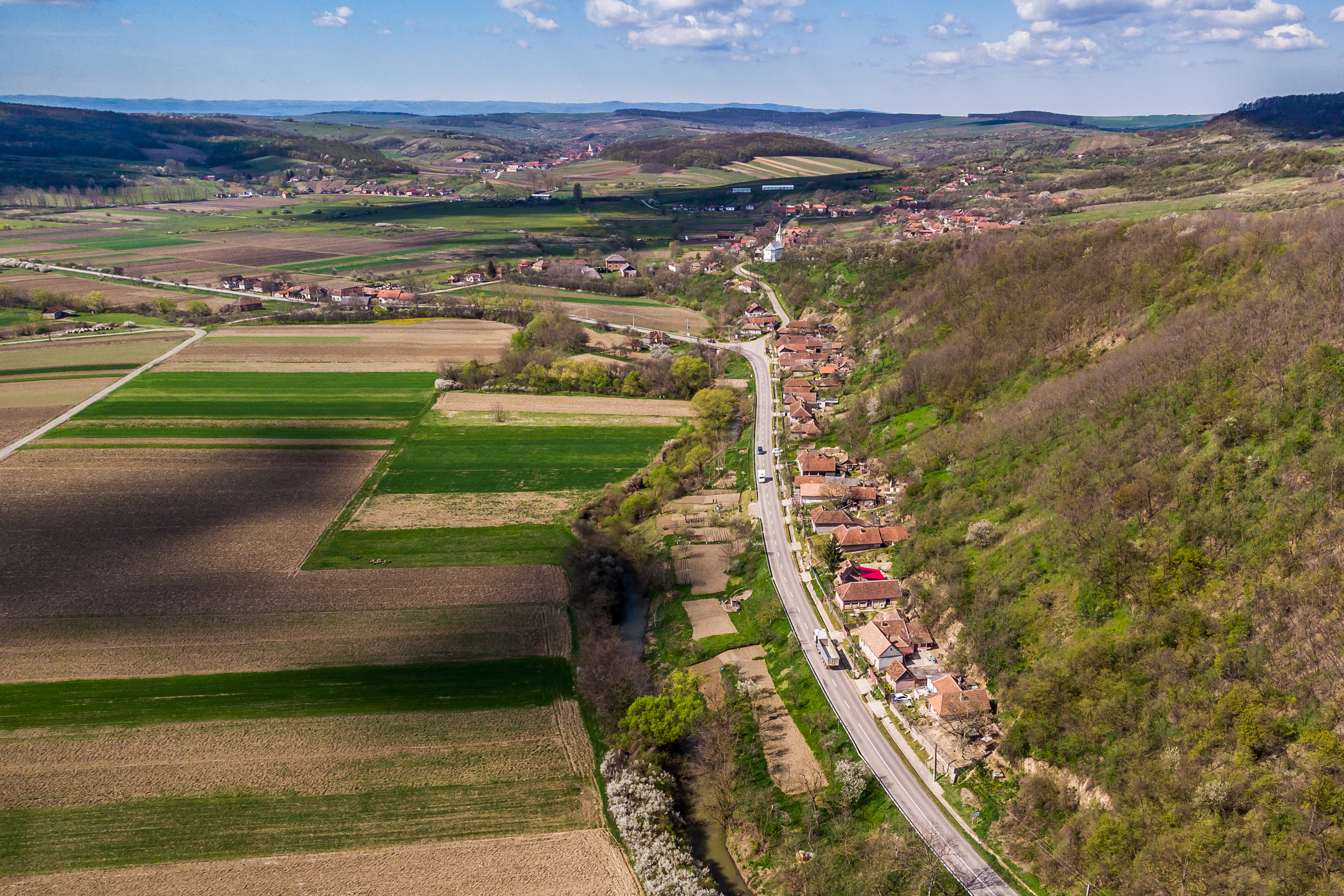
Vedere aeriana dinspre Maladia